# Pleter M-91
Le Pleter M-91 est un pistolet-mitrailleur de fabrication croate utilisé durant les guerres de Yougoslavie.

## Appellation
Le nom de Pleter est une référence à la ville de Pleternica où l'usine Oroplet a fabriqué 4 500 de ces mitraillettes. M-91 signifie « modèle 1991 ».

## Technique
- Le mécanisme du Pleter M-91 est nettement inspiré de celui du pistolet mitrailleur britannique Sten, dont la résistance yougoslave avait reçu des quantités appréciables durant la Seconde guerre mondiale.
- Il s'agit d'une arme à carcasse tubulaire, en calibre 9 mm Parabellum, qui fonctionne comme la mitraillette anglaise.
- Le fût et la poignée-pistolet sont moulés d'une seule pièce dans une matière plastique noire mat.
- La crosse coulissante type trombone du Pleter M-91 est une version simplifiée de celle du PM Vigneron M2 (en service dans l'Armée belge durant la guerre froide).
- Les chargeurs sont ceux de l'UZI (et donc de l'Ero/Mini-Ero).
- Ce PM croate ne tire qu'en rafales libres.

## Variantes
Il n'existe que deux variantes :
- Le Pleter M-91 de base ;
- Le Pleter M-91P avec modérateur de son intégré.

## Diffusion
L'Armée croate utilisa le PM Pleter durant les guerres de Croatie, de Bosnie-Herzégovine et croato-bosniaque.
Les Militaires et paramilitaires croates ont aussi utilisé d'autres mitraillettes de fabrication nationales comme les Ero/Mini-Ero, Zagi M-91 et autres Šokac P1.
L'une de ces armes a été retrouvée en 2011 dans l'arsenal du groupe terroriste néonazi allemand NSU . Jusqu'à présent (2018), on ne sait pas comment le groupe s'est procuré cette arme. On pense que, lorsque les néonazis allemands combattaient comme mercenaires pendant la guerre d'indépendance croate, certains d'entre eux ont peut-être ramené chez eux les armes qu'ils utilisaient et les ont ensuite offertes au groupe. On sait qu'au moins deux néonazis de Thuringe ont combattu pendant la guerre et que l'un d'eux avait un lien avec le groupe.